# 二荒颪
二荒颪（ふたらおろし、ふたあらおろし）とは、冬に栃木県平地部に吹く乾燥した冷たい北風である。栃木県内では地域や場面に応じて「男体颪（なんたいおろし）」や「那須颪（なすおろし）」、「日光颪（にっこうおろし）」などとも呼ばれる。北風のため、栃木県の北部山地の一つである日光連山の主峰「男体山（別名・二荒山）」の文字を取って付けられた。
冬季の日本列島には北西より強い季節風が吹き、列島の背骨部の山系に当たって急速に冷やされ日本海側の山地部に大雪を降らせ湿気を失う。この乾燥した北風は列島の山系を越えて太平洋側に吹きおろす。栃木県内ではこの強い乾燥した北風を「二荒颪」などと呼ぶ。地域によって赤城颪や筑波颪などと呼び方が変わる。

## 栃木県立宇都宮高等学校応援歌
二荒颪（ふたあらおろし）とは、栃木県立宇都宮高等学校の応援歌の題名。当初は全国高等学校野球選手権大会に出場する宇都宮高校野球部の応援歌として作られた。